# دانشنامه بزرگ لاروس
دانشنامهٔ بزرگ لاروس در ۱۰ جلد (به فرانسوی: Grand Larousse encyclopédique en dix volumes) فرهنگ دانشنامه‌ای فرانسویای است که توسط لاروس، میان فوریهٔ ۱۹۶۰ میلادی تا اوت ۱۹۶۴، با ۲ ضمیمه در آینده منتشر شد.

## دانشنامه یا فرهنگ
این دانشنامه، هم یک فرهنگ واژه است که بر مطالعه و معرفی واژه‌های زبان فرانسه تمرکز دارد و هم یک دانشنامه است که همهٔ شاخه‌های دانش را پوشش می‌دهد.

## نسخهٔ برخط
در ماه می سال ۲۰۰۸ میلادی، لاروس اقدام به گذاشتن دانشنامهٔ خود به صورت برخط(آنلاین) نمود. افزون بر درونمایهٔ بازبینی شده از دانشنامهٔ کاغذی، این دانشنامه برای دیگر مشارکت‌کنندگان خارجی نیز گشوده‌است. اگرچه برخلاف مدل ویکی‌پدیا، هر نوشتار(مقاله) بدست یک نویسنده که به عنوان تنها کسی که اجازهٔ ویرایش را دارد، امضا می‌شود.

## ترجمهٔ فارسی
فرهنگ لاروس (عربی به فارسی) کتابی از خلیل جرّ با ترجمهٔ سید حمید طبیبیان است که در سال ۱۳۶۵ منتشر و در مراسم کتاب سال جمهوری اسلامی ایران به‌عنوان کتاب برگزیده معرفی شد.